# Novomîkolaiivka, Mala Vîska
Novomîkolaiivka (în ucraineană Новомиколаївка) este un sat în comuna Oleksandrivka din raionul Mala Vîska, regiunea Kirovohrad, Ucraina.

## Demografie
Componența lingvistică a localității Novomîkolaiivka
     Ucraineană (70,73%)
     Română (17,07%)
     Belarusă (9,76%)
     Maghiară (2,44%)
Conform recensământului din 2001, majoritatea populației localității Novomîkolaiivka era vorbitoare de ucraineană (70,73%), existând în minoritate și vorbitori de română (17,07%), belarusă (9,76%) și maghiară (2,44%).